# Leffe (Dinant)
Pour les articles homonymes, voir Leffe.
Leffe est un quartier du nord de la ville belge de Dinant située en Région wallonne dans la province de Namur. Il se trouve sur la rive droite de la Meuse. Il pourrait être considéré comme un village autonome à l'intérieur de la ville dans la mesure où s'y concentra dans la première moitié du XXe siècle notamment des usines textiles.

## Patrimoine
- L'abbaye Notre-Dame de Leffe, appartenant à l'ordre des Prémontrés, est célèbre grâce à sa bière qui est mondialement connue. La Leffe n'est plus brassée à l'abbaye.

- Les Fonds de Leffe est le nom du ruisseau qui se jette dans la Meuse en contrebas de l'abbaye.

## Histoire

### Première Guerre mondiale
Le 23 août 1914, lors du sac de Dinant, l'armée impériale allemande fusilla 147 ouvriers de la société anonyme "Manufacture de Tissus", ancienne Firme Albert Oudin et Cie, ainsi que son directeur monsieur Remy Himmer.
Assez curieusement, la Ville de Dinant compte à l'extrême opposé de son agglomération un autre quartier-village, celui de Neffe qui subit très gravement, comme son presque homonyme, les violences des armées allemandes le 23 août 1914 et dont Hone et Kramer ont décrit en détail la nature, les origines et leur place dans la longue durée historique dans leur livre récemment traduit en français, Les Atrocités allemandes.

### Seconde Guerre mondiale
Leffe est prise le 12 mai 1940 en fin de journée par les Allemands de la 7e Panzerdivision d'Erwin Rommel lors de la bataille de France. Le génie belge a fait sauter - bien que partiellement - la passerelle de Bouvignes au cours de la journée, aussi les Allemands qui veulent dès le lendemain franchir la Meuse à Leffe en direction de Bouvignes, fleuve sur lequel repose une partie de la ligne principale de résistance française prévue par le généralissime Maurice Gamelin, devront le faire à l'aide de canots pneumatiques. Parallèlement, la division fera traverser une autre de ses unités (le Schützen-Regiment 6) plus au nord, au sud de l'Île de Houx (où la 5e Panzerdivision traverse déjà).
Ce sont les Allemands du Schützen-Regiment 7 qui commencent à partir de 3h30 la traversée vers Bouvignes, sous une légère brume, mais les français du I/66e régiment d'infanterie établis sur l'autre rive tirent et obligent les Allemands qui sont parvenus à traverser à rester protégés derrière le remblai de la voie ferrée, tout en empêchant toute nouvelle traversée ; plus au nord la traversée du Schützen-Regiment 6 est au même point mort, « les pertes [allemandes], blessés ou morts, sont considérables ». Les tirs des Panzern, « une pluie d'acier », ne parviennent pas à faire cesser ceux des Français, aussi Rommel et son supérieur, Hermann Hoth, prennent des mesures dans le but d'améliorer la situation : Rommel fait mettre le feu aux maisons de Leffe pour que la fumée masque les opérations. Des chars plus puissants (Panzer III et Panzer IV) arrivent en renfort avec une batterie d'obusier 10,5 cm leH18 de la I./Artillerie-Regiment 78. Leurs tirs nourris calment l'intensité du feu des défenseurs, la traversée des Allemands reprend et le village de Bouvignes tombe aux mains des Allemands dans la matinée.